# 크로아트계 보스니아인
크로아트계 보스니아인, 또는 크로아트계 보스니아 헤르체고비나인은 보스니아 헤르체고비나를 구성하는 크로아트인 민족이다.

## 같이 보기
- 보스니아인
- 보슈냐크인
- 세르브계 보스니아인